# 正交线
圖畫的透視系統中，正交線是指在透視系統中與圖中平面成90度直角正交叉的線。「正交線」原義用在歐幾里得幾何學中，是各直線以90度直角兩兩相交；但在圖畫的透視系統中，三維三向度各以90度直角正相交的x、y、z軸，受到紙的二度平面限制與扭曲，其中的z軸，不得不以斜向畫出，宜稱為「正交斜置線」。